# Badischer Pokal
Der Badische Pokal (auch BFV-Pokal, offiziell bfv-Rothaus-Pokal, von 1996 bis 2011 BFV-Hoepfner-Cup, von 2011 bis 2016 Krombacher Pokal Baden) ist der Verbandspokal des Badischen Fußballverbands (BFV), der den nördlichen Teil Badens abdeckt. Er wird in sieben Runden (K.-o.-System) gespielt. Die jeweiligen Paarungen werden im Losverfahren ermittelt. In den ersten beiden Runden gibt es separate Lostöpfe für die drei Regionen des BFV (Odenwald, Rhein-Neckar und Mittelbaden): Alle Vereine spielen immer gegen Vereine derselben Region. Der Sieger des BFV-Pokals qualifiziert sich für den DFB-Pokal.

## Ablauf des Pokals
Jede Mannschaft hat pro Runde nur ein Spiel, welches bei Bedarf verlängert und ggf. im Elfmeterschießen entschieden wird. In den ersten beiden Runden ist der Pokal in drei Regionen gegliedert, in denen nur Mannschaften der jeweiligen Region aufeinandertreffen können. Diese sind die Region Rhein-Neckar, die Region Odenwald und die Region Mittelbaden. Ab der dritten Runde wird über das gesamte Verbandsgebiet gespielt. Erst in dieser Runde steigen die Dritt- und Regionalligisten in den BFV-Pokal ein.

## Qualifikation
Für den BFV-Pokal sind automatisch alle Drittliga-, Regionalliga-, Oberliga-, Verbandsliga- und Landesligavereine Nordbadens der laufenden Spielzeit qualifiziert sowie die Landesligabsteiger der vorangegangenen Spielzeit. Außerdem qualifizieren sich für jeden der neun Fußballkreise Nordbadens abhängig von der Größe des Kreises vier bis acht Mannschaften über die Kreispokale der Vorsaison für den BFV-Pokal. Für die Kreise Tauberbischofsheim, Buchen, Mosbach, Sinsheim und Bruchsal sind es die Halbfinalteilnehmer. Für die Kreise Heidelberg, Mannheim und Pforzheim nehmen neben den Halbfinalteilnehmern zwei der Viertelfinalverlierer teil. Der Kreis Karlsruhe stellt alle acht Viertelfinalteilnehmer.
An den Kreispokalen nehmen die Mannschaften der Kreisligen, Kreisklassen-A, Kreisklassen-B und Kreisklassen-C teil. An Verbandspokal dürfen nur erste Mannschaften teilnehmen. Bei den Kreispokalen können auch andere Mannschaften mitwirken. Sofern eine andere Mannschaft sich für den Verbandspokal qualifiziert, verfällt der Startplatz und keine erste Mannschaft rückt nach. Spielgemeinschaften zwischen ersten Mannschaften und anderen Mannschaften gelten nicht als erste Mannschaft.
Vor der Spielzeit 2010/11 durften auch zweite Mannschaften am Verbandspokal teilnehmen. Zu dem Zeitpunkt waren die Landesligaabsteiger der Vorsaison nicht qualifiziert. Häufig trat aber statt der zweiten Mannschaft die erste Mannschaft des jeweiligen Vereines an. Den Verbandspokal als eigenständigen Wettbewerb über die ganze Spielzeit gibt es seit der Spielzeit 1990/1991. Vor 1990/1991 nahmen alle Vereine an den Kreispokalen teil, aber nur erste Mannschaften. 16 über die Kreispokale qualifizierte Mannschaften – eine bis drei Mannschaften je Kreispokal – ermittelten dann am Ende der Spielzeit den Verbandspokalsieger.

## Geschichte
| Saison  | Sieger                     |
| ------- | -------------------------- |
| 1949/50 | 1. FC Eutingen             |
| 1956/57 | VfL Neckarau               |
| 1957/58 | FV 08 Hockenheim           |
| 1958/59 | FC Neureut 08              |
| 1959/60 | FV 1912 Wiesental          |
| 1960/61 | Karlsruher FV              |
| 1961/62 | Karlsruher FV              |
| 1962/63 | FV 08 Hockenheim           |
| 1963/64 | FV 08 Hockenheim           |
| 1964/65 | Karlsruher FV              |
| 1965/66 | ASV Feudenheim             |
| 1966/67 | VfL Neckarau               |
| 1967/68 | ASV Feudenheim             |
| 1968/69 | SV 98 Schwetzingen         |
| 1969/70 | FC Germania Friedrichsfeld |
| 1970/71 | FC Östringen               |
| 1971/72 | VfR Mannheim               |
| 1972/73 | VfB Eppingen               |
| 1973/74 | VfB Eppingen               |
| 1974/75 | FV 09 Weinheim             |
| 1975/76 | SV Neckargerach            |
| 1976/77 | SV Sandhausen              |
| 1977/78 | SV Sandhausen              |
| 1978/79 | FC Östringen               |
| 1979/80 | FV Lauda                   |
| 1980/81 | SV Sandhausen              |
| 1981/82 | SV Sandhausen              |
| 1982/83 | SV Sandhausen              |

| Saison    | Sieger                  |
| --------- | ----------------------- |
| 1983/84   | SV 98 Schwetzingen      |
| 1984/85   | SV Sandhausen           |
| 1985/86   | SV Sandhausen           |
| 1986/87   | 1. FC Pforzheim         |
| 1987/88   | SG Heidelberg-Kirchheim |
| 1988/89   | 1. FC Pforzheim         |
| 1989/90   | FV 09 Weinheim          |
| 1990/91   | Karlsruher SC II        |
| 1991/92   | SG Heidelberg-Kirchheim |
| 1992/93   | 1. FC Pforzheim         |
| 1993/94   | Karlsruher SC II        |
| 1994/95   | SV Sandhausen           |
| 1995/96   | Karlsruher SC II        |
| 1996/97   | VfR Mannheim            |
| 1997/98   | SV Waldhof Mannheim     |
| 1998/99   | SV Waldhof Mannheim     |
| 1999/2000 | Karlsruher SC II        |
| 2000/01   | VfR Mannheim            |
| 2001/02   | TSG 1899 Hoffenheim     |
| 2002/03   | TSG 1899 Hoffenheim     |
| 2003/04   | TSG 1899 Hoffenheim     |
| 2004/05   | TSG 1899 Hoffenheim     |
| 2005/06   | SV Sandhausen           |
| 2006/07   | SV Sandhausen           |
| 2007/08   | ASV Durlach             |
| 2008/09   | SpVgg Neckarelz         |
| 2009/10   | SV Sandhausen II        |
| 2010/11   | SV Sandhausen           |

| Saison  | Sieger              |
| ------- | ------------------- |
| 2011/12 | FC Nöttingen        |
| 2012/13 | Karlsruher SC       |
| 2013/14 | FC-Astoria Walldorf |
| 2014/15 | FC Nöttingen        |
| 2015/16 | FC-Astoria Walldorf |
| 2016/17 | FC Nöttingen        |
| 2017/18 | Karlsruher SC       |
| 2018/19 | Karlsruher SC       |
| 2019/20 | SV Waldhof Mannheim |
| 2020/21 | SV Waldhof Mannheim |
| 2021/22 | SV Waldhof Mannheim |
| 2022/23 | FC-Astoria Walldorf |
| 2023/24 | SV Sandhausen       |
| 2024/25 | SV Sandhausen       |

## Rangliste der Sieger
(Stand: 24. Mai 2025)
Rekordgewinner des Badischen Pokals ist der SV Sandhausen mit 14 Siegen. Die meisten Titel in Folge gewann die TSG 1899 Hoffenheim, die von 2002 bis 2005 den Pokal vier Mal hintereinander errang.
Mit 14 Titeln ist die Gemeinde Sandhausen vor der Stadt Mannheim (13 errungene Titel durch die Vereine SV Waldhof Mannheim, VfR Mannheim, ASV Feudenheim, VfL Neckarau und FC Germania Friedrichsfeld) die erfolgreichste Gemeinde oder Stadt.
| Rang | Klub                         | Siege | Jahr(e)                                                                              |
| --- | ---------------------------- | ----- | ------------------------------------------------------------------------------------ |
| 1 | 0 SV Sandhausen              | 140   | 1977, 1978, 1981, 1982, 1983, 1985, 1986, 1995, 2006, 2007, 2010 1, 2011, 2024, 2025 |
| 2 | 0 Karlsruher SC              | 7     | 1991 2, 1994 2, 1996 2, 2000 2, 2013, 2018, 2019                                     |
| 3 | 0 SV Waldhof Mannheim        | 5     | 1998, 1999, 2020, 2021, 2022                                                         |
| 4 | 0 TSG 1899 Hoffenheim        | 4     | 2002, 2003, 2004, 2005                                                               |
| 5 | 0 FV 08 Hockenheim           | 3     | 1958, 1963, 1964                                                                     |
| 5 | 0 Karlsruher FV              | 3     | 1961, 1962, 1965                                                                     |
| 5 | 0 VfR Mannheim               | 3     | 1972, 1997, 2001                                                                     |
| 5 | 0 FC Nöttingen               | 3     | 2012, 2015, 2017                                                                     |
| 5 | 0 1. FC Pforzheim            | 3     | 1987, 1989, 1993                                                                     |
| 5 | 0 FC-Astoria Walldorf        | 3     | 2014, 2016, 2023                                                                     |
| 11 | 0 VfB Eppingen               | 2     | 1973, 1974                                                                           |
| 11 | 0 ASV Feudenheim             | 2     | 1966, 1968                                                                           |
| 11 | 0 SG Heidelberg-Kirchheim    | 2     | 1988, 1992                                                                           |
| 11 | 0 VfL Neckarau               | 2     | 1957, 1967                                                                           |
| 11 | 0 FC Östringen               | 2     | 1971, 1979                                                                           |
| 11 | 0 SV 98 Schwetzingen         | 2     | 1969, 1984                                                                           |
| 11 | 0 TSG Weinheim               | 2     | 1975, 1990                                                                           |
| 18 | 0 ASV Durlach                | 1     | 2008                                                                                 |
| 18 | 0 1. FC Eutingen             | 1     | 1950                                                                                 |
| 18 | 0 FC Germania Friedrichsfeld | 1     | 1970                                                                                 |
| 18 | 0 FV Lauda                   | 1     | 1980                                                                                 |
| 18 | 0 SpVgg Neckarelz            | 1     | 2009                                                                                 |
| 18 | 0 SV Neckargerach            | 1     | 1976                                                                                 |
| 18 | 0 FC Neureut 08              | 1     | 1959                                                                                 |
| 18 | 0 FV 1912 Wiesental          | 1     | 1960                                                                                 |
| 1 Der Titel im Jahre 2010 wurde von der 2. Mannschaft, dem SV Sandhausen II, gewonnen. 2 Die Titel in den Jahren 1991, 1994, 1996 und 2000 wurde von der 2. Mannschaft, den Karlsruher SC Amateuren, gewonnen. |                              |       |                                                                                      |